# Marche pour la fermeture des abattoirs
La Marche pour la fermeture des abattoirs est une manifestation d'envergure internationale, initiée par l'association animaliste française L214, qui réclame la fermeture de tous les abattoirs.

## Histoire
La première marche pour la fermeture des abattoirs se tient en 2012 à Paris et Toulouse. Au fil des ans, le mouvement prend de l'ampleur : en 2018, la marche s'est tenue dans 16 pays et 35 villes à travers le monde,.
Selon les organisateurs, 3500 militants étaient présents lors de l'édition 2018 à Paris.

## Revendications
Son objectif est de sensibiliser la population aux souffrances des animaux dans les abattoirs et de faire réfléchir sur les pratiques d'élevage, de pêche et d'abattage.
Les militants qui y participent soutiennent que les abattoirs sont des institutions inacceptables sur le plan éthique puisqu'ils impliquent la mort d'animaux sentients, que leur existence n'est pas nécessaire et que ce point de vue est déjà accepté par une bonne partie de la population.
Les revendications des participants à la marche pour la fermeture des abattoirs rejoignent celles du mouvement pour l'abolition de la viande, qui défend l'interdiction de la production et de la consommation de produits carnés,[source insuffisante].

## Lieux
En 2018, la marche a eu lieu au Canada, en France, en Australie, en Argentine, en Irlande, aux États-Unis, en Turquie et au Japon,.